# Fumarole
Een fumarole (Latijn: fumus, rook) is een opening in de aardkorst, vaak in de nabijheid van vulkanen of in vulkanisch actieve gebieden, waar warme tot zeer hete gassen en dampen uit ontsnappen. Deze gassen of dampen bestaan voornamelijk uit waterdamp en kooldioxide, maar er kunnen ook giftige bij zitten zoals waterstofchloride, waterstoffluoride of waterstofsulfide.
Fumarolen waarbij de gassen of dampen sterk zwavelhoudend zijn, zoals zwaveldioxide of zelfs zwaveltrioxide, waterstofsulfide of het dampvormige zwavel zelf, noemt men solfataren. Soms wordt er zuiver zwavel afgezet op de randen van de solfatare. Voorwaarde voor het bestaan van fumarolen is de aanvoer van water. Dit kan zowel van neerslag afkomstig zijn die snel door de, in het algemeen poreuze, grond verdwijnt als van ondergrondse aanvoer. In het water kunnen allerlei stoffen oplossen, en na verhitting van dat water zoekt het zich een weg omhoog. Bovendien is de oververhitte stoom met de opgeloste gassen in staat om onderweg chemische reacties met mineralen die hij tegenkomt aan te gaan, waardoor er met name de zwavelhoudende producten ontstaan.
Fumarolen kunnen zowel bij kleine barstjes in de grond als bij grote aardscheuren voorkomen, alleenstaand of in grote groepen. De hoeveelheid gas en damp kan sterk verschillen, niet alleen tussen de fumarolen onderling, maar ook in de tijd. Fumarolen kunnen vele jaren achtereen bestaan als ze zich bij een permanente hittebron bevinden, maar ze kunnen evengoed binnen een paar maanden verdwijnen als de verse lava waarop ze ontstaan zijn afkoelt, of als door een aardbeving de ondergrondse watertoevoer wordt onderbroken.
Fumarolen kunnen, behalve op het vasteland, ook op de zeebodem voorkomen. 
Fumarolenvelden komen voor in  het Yellowstone National Park maar bijvoorbeeld ook in Nationaal park Rincón de la Vieja in Costa Rica. Ook Nieuw-Zeeland en IJsland staan bekend om hun vulkanisch actieve gebieden met vele fumarolen.

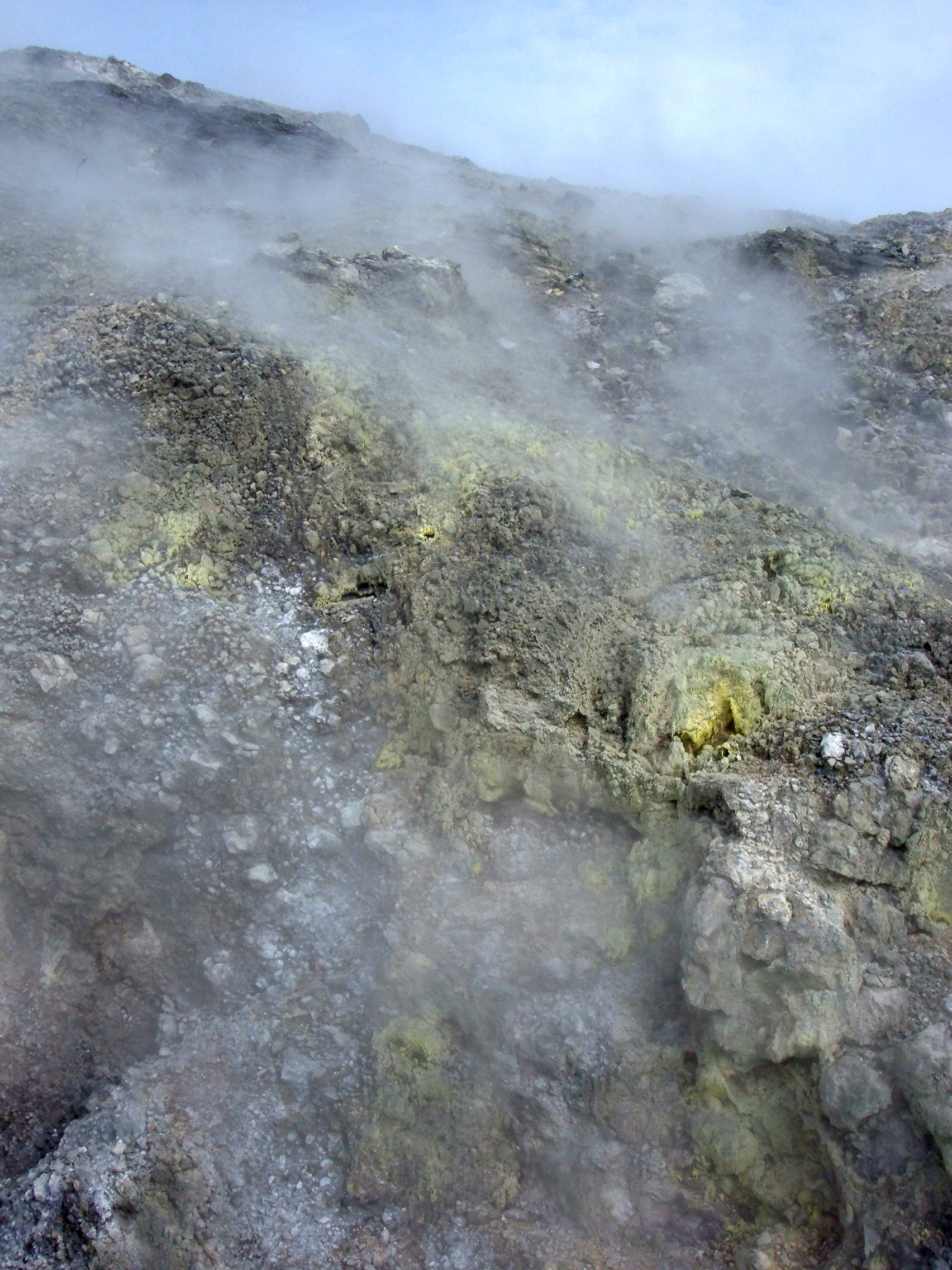
Fumarolen op de Solfatara bij Pozzuoli
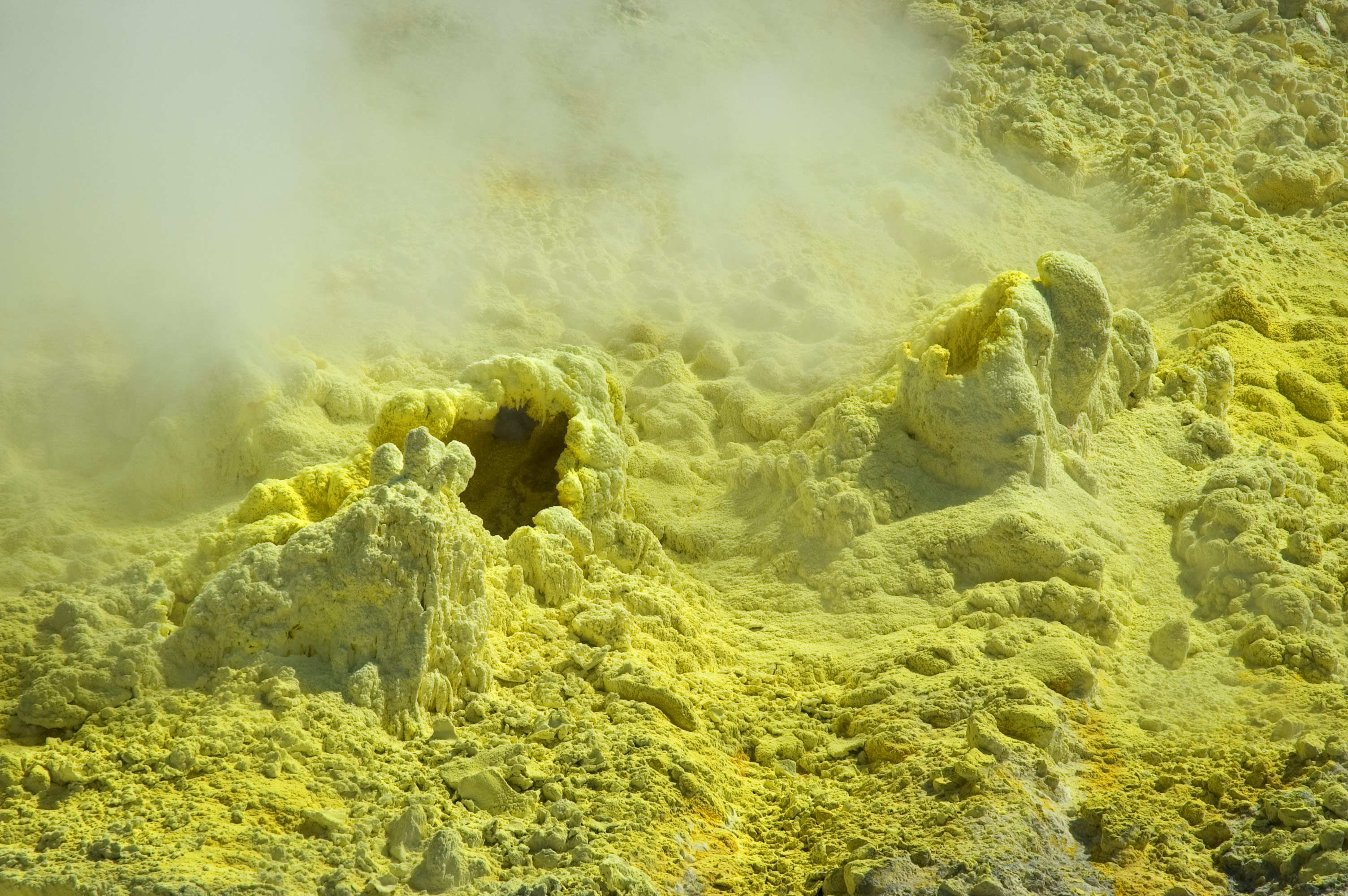
Zwavelhoudende fumarolen, Whakaari/White-eiland, Nieuw-Zeeland
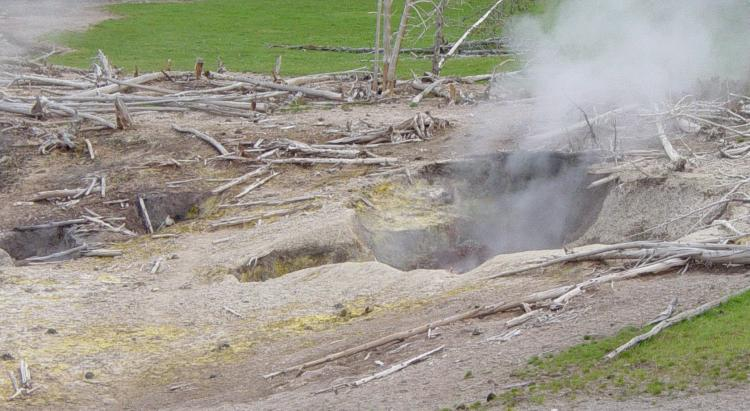
Zwavelafzettingen in de nabijheid van een fumarole